# Locharna strigipennis
Locharna strigipennis är en fjärilsart som beskrevs av Moore 1879. Locharna strigipennis ingår i släktet Locharna och familjen tofsspinnare. Inga underarter finns listade i Catalogue of Life.

## Bildgalleri

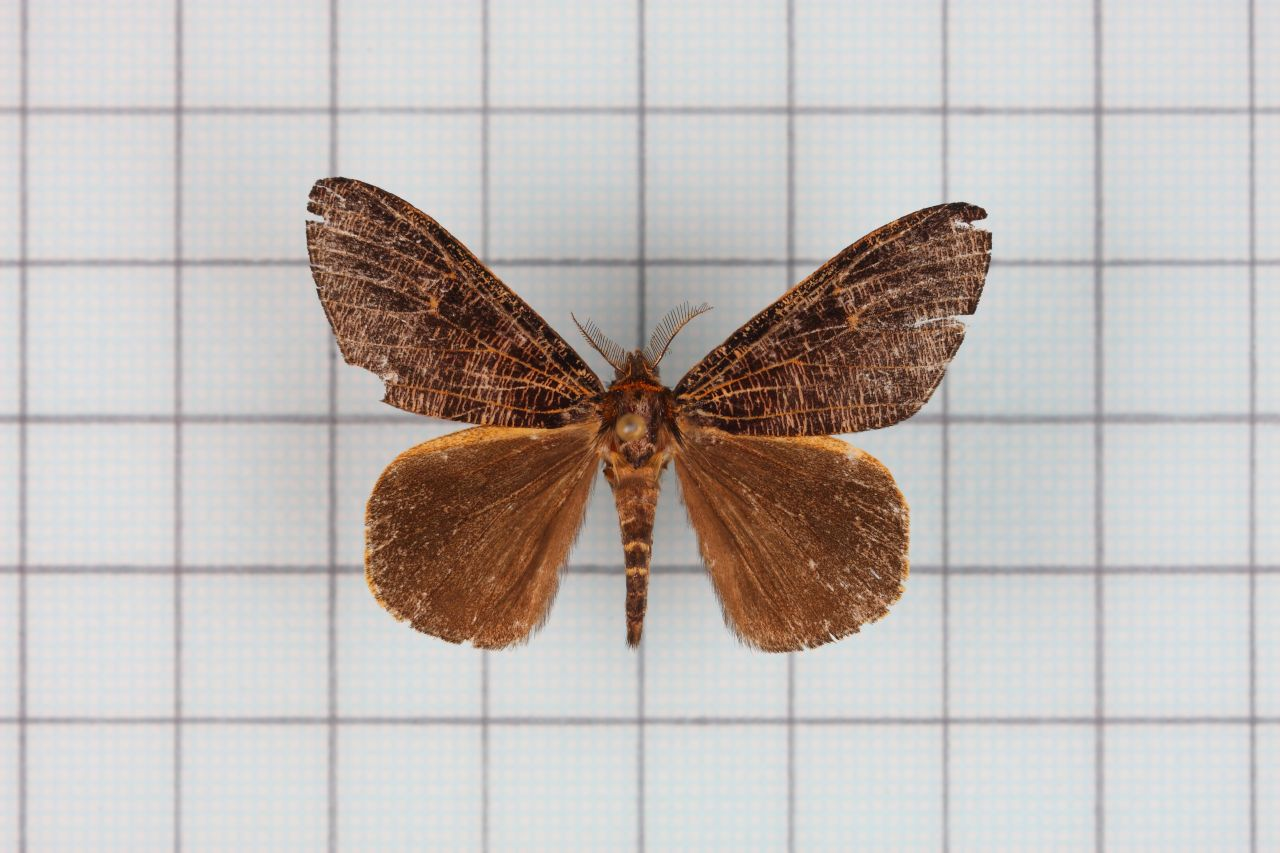
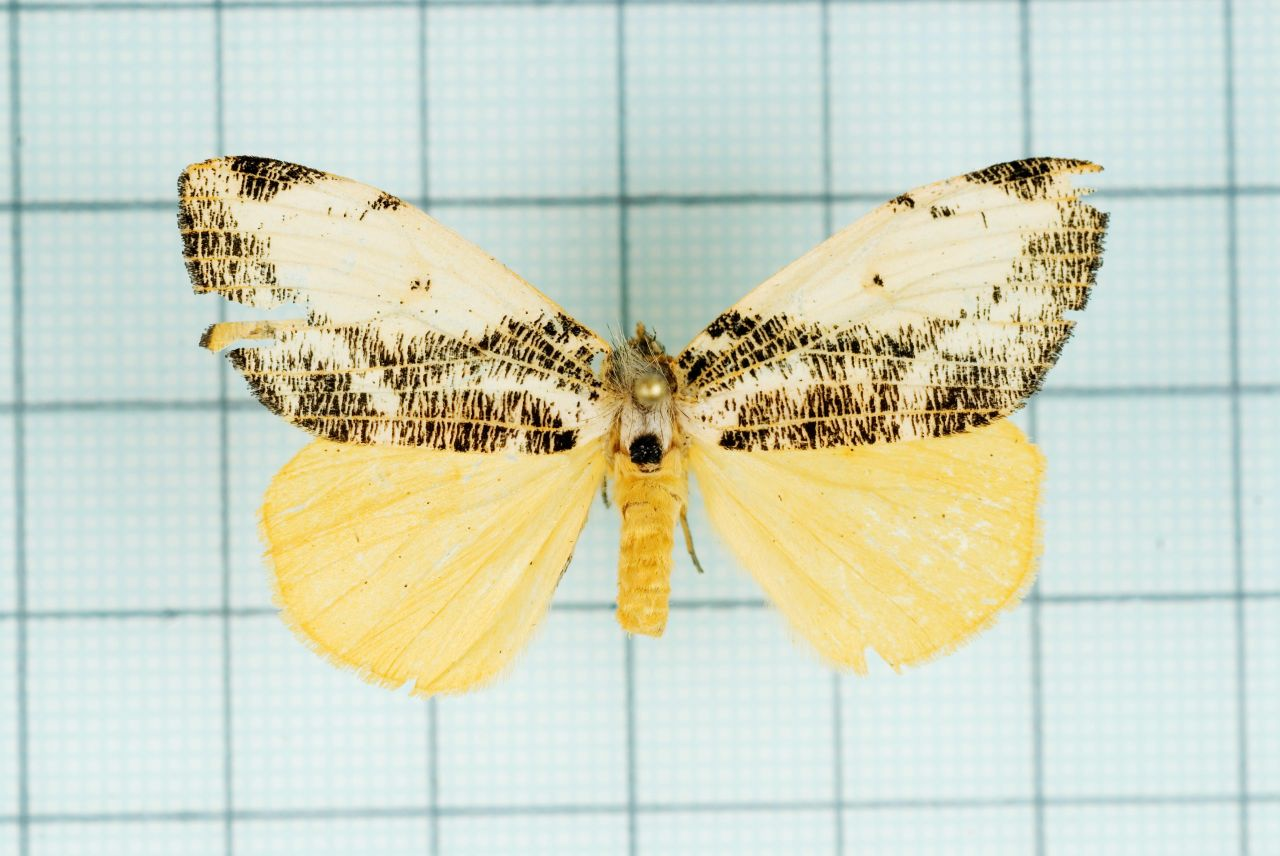